# Эген, Нурбек
Нурбек Эген (род. 3 декабря 1975 года) — киргизский и российский режиссёр кино и телевидения, сценарист. Лауреат премий Young Artist Awards за короткометражный фильм «Санжыра» (Best Short Foreign Film) и художественный фильм «Сундук предков» (Outstanding International Drama). Художественный телесериал Нурбека Эгена Алиби (телесериал) — обладатель премии «Золотой орёл» за 2023 год в номинациях «Лучший ТВ-сериал» и «Лучший актёр в ТВ-сериале» — Евгений Стычкин.

## Биография
Нурбек Эген родился 3 декабря 1975 года в Ошской области Киргизской ССР. Окончил школу с физико-математическим уклоном. После окончания школы два года учился на актёрском факультете в Институте искусств в Бишкеке. В 1994 году поступил во ВГИК на режиссерский факультет (мастерская В. И. Хотиненко), который окончил в 2000 году. В 2009—2010 годах учился в Нью-Йоркской киноакадемии на режиссёрском факультете.
Во время учёбы во ВГИКе Эген снял короткометражные фильмы «На день старше» (1998) и «Закрытый космос» (1999). Его дипломный фильм «Санжыра» участвовал в конкурсных программах более 50 международных фестивалей и получил приз за лучший короткометражный фильм на иностранном языке на фестивале Young Artist Award в Лос-Анджелесе, США.
Полнометражный художественный фильм Эгена «Сундук предков» о возвращении Айдара из Парижа в родной айыл с невестой-француженкой Изабель получил награду за лучший фильм на иностранном языке в рамках фестиваля Young Artist Awards в Лос-Анджелесе, а также — приз зрительских симпатий на фестивале в Котбусе, Германия. Немецкое рейтинговое агентство «Висбаден» присудило фильму престижный титул Wertvoll в качестве признания его высокого художественного уровня.
В своём творчестве Нурбек Эген неоднократно обращается к родной культуре и традициям. В документальной ленте режиссёра «Рождение Манаса как предчувствие» отражена современная социальная и политическая жизнь Кыргызстана, её история и культурное прошлое.
Социальная драма Эгена «Пустой дом» (2012) затрагивает одну из самых актуальных и болезненных для всего мира проблем — проблему эмиграции, взаимопроникновения и взаимоотталкивания разных культур, национальной идентификации. Фильм получил приз «Лучший полнометражный игровой фильм» на X международном фестивале «Звёзды Шакена» в Алма-Ате, Казахстан.
С фильмами «Сундук предков» и «Пустой дом» дважды был выдвинут на соискании премии Оскар, представляя Кыргызскую Республику.

## Награды
- 1998 — V фестиваль студенческих и дебютных фильмов «Святая Анна» — лауреат фестиваля («На день старше»)[1]
- 1998 — Международный кинофестиваль «Послание к человеку» в Санкт-Петербурге, Россия[2]
- 1998 — Международный кинофестиваль «Кино во весь экран» в Женеве, Швейцария[3]
- 2001 — Номинация на соискание премии «Оскар» за лучший студенческий фильм[4]
- 2001 — VIII открытый конкурс студенческих и дебютных фильмов на соискание национальных премий «Святая Анна» — специальный приз Союза кинематографистов России «За следование гуманистическим традициям национального кинематографа» («Санжыра»)[5]
- 2001 — Международный кинофестиваль «Ciné Cinécourt» в Экс-ан-Прованс, Франция — Специальный приз жюри/Prix Ciné Cinécourts («Санжыра»)[6]
- 2001 — Международный кинофестиваль в Амьене, Франция («Санжыра»)[7]
- 2001 — 51-й берлинский международный кинофестиваль, Германия — Kinderfilmfest («Санжыра»)[8]
- 2001 — 36-й международный кинофестиваль в Карловых Варах, Чехия («Санжыра»)[9]
- 2001 — Международный фестиваль в Капальбио, Италия — специальный приз жюри («Санжыра»)[10]
- 2002 — Международный кинофестиваль Young Artist Awards в Лос-Анджелесе, США — лучший короткометражный фильм на иностранном языке («Санжыра»)[11]
- 2002 — 16-й международный кинофестиваль во Фрибуре, Швейцария («Санжыра»)[12]
- 2002 — Международный кинофестиваль в Эдинбурге, Великобритания («Санжыра»)[13]
- 2002 — Международный фестиваль в Монреале, Канада («Санжыра»)[14]
- 2002 — Международный фестиваль «FICMA» в Барселоне, Испания — Приз за лучший короткометражный фильм («Санжыра»)[15]
- 2002 — Международный кинофестиваль в Биаррице, Франция — второй приз («Санжыра»)[16]
- 2002 — Международный кинофестиваль в Ливии — Главный приз за лучший короткометражный фильм («Санжыра»)
- 2002 — Фестиваль кинематографических дебютов «Дух огня» в Ханты-Мансийске, Россия — лучший короткометражный фильм («Санжыра»)[17]
- 2005 — Выдвижение на соискание премии «Оскар» за лучший иностранный фильм («Сундук предков»)
- 2006 — Почётная грамота Кыргызской Республики (25 августа 2006 года)[18]
- 2006 — Международный кинофестиваль Young Artist Awards в Лос-Анджелесе, США — Приз «За лучшую иностранную драму» («Сундук предков»)[11]
- 2006 — Международный кинофестиваль молодого европейского кино в Котбусе, Германия — приз зрительских симпатий, номинация на гран-при («Сундук предков»)[19]
- 2006 — 41-й международный кинофестиваль в Карловых Варах, Чехия — конкурсная программа («Сундук предков»)[20]
- 2006 — 15-й открытый фестиваль кино стран СНГ и Балтии «Киношок» в Анапе, Россия — специальный диплом жюри, приз «За лучший продюсерский дебют» («Сундук предков»)[21]
- 2006 — 2-й международный кинофестиваль «Золотой Минбар» в Казани, Россия — приз президента Татарстана «За гуманизм в киноискусстве» («Сундук предков»)[22]
- 2006 — Международный кинофорум «Золотой Витязь» в Серпухове, Россия — приз «Серебряный витязь» («Сундук предков»)[23]
- 2006 — Фестиваль кино и театра «Амурская Осень» в Благовещенске, Россия — приз «За лучший сценарий» («Сундук предков»)[24]
- 2006 — 3-й международный фестиваль «Евразия» в Алма-Ате, Казахстан — специальный приз жюри («Сундук предков»)[25]
- 2006 — Кинофестиваль «Новое кино» — приз «За лучшую режиссуру» («Сундук предков»)
- 2006 — Международный кинофестиваль «Листопад» в Минске, Беларусь — специальный приз «Кино без границ» («Сундук предков»)[26]
- 2006 — Международный кинофестиваль в Севастополе, Украина — приз зрительский симпатий («Сундук предков»)[27]
- 2007 — Рейтинговое агентство «Висбаден», ФРГ — титул Vertwoll («Сундук предков»)
- 2011 — 15-й всероссийский фестиваль визуальных искусств — специальный приз детского жюри («Борцу не больно»)
- 2011 — Московский фестиваль отечественного кино «Московская премьера» — приз зрительских симпатий («Борцу не больно»)[28]
- 2012 — 10-й Красногорский фестиваль спортивного кино — приз «Лучшая режиссура» («Борцу не больно»)[29]
- 2012 — Международный фестиваль военно-патриотического фильма им. С. Ф. Бондарчука «Волоколамский рубеж» — приз зрительских симпатий («Калачи»)[30]
- 2012 — Кинофестиваль «Улыбнись, Россия!» — приз «За самую патриотическую комедию» («Калачи»)
- 2012 — 10-й международный кинофестиваль «Звёзды Шакена» в Алма-Аты, Казахстан — приз «Лучший полнометражный игровой фильм» («Пустой дом»)[31]
- 2013 — Фестиваль азиатского кино в Осаке, Япония — номинация на Гран-при («Пустой дом»)[32]
- 2013 — Международный кинофестиваль в Софии, Болгария — номинация на Гран-при («Пустой дом»)[32]

## Фильмография

### Режиссёр

#### Художественные фильмы
- 2002 — Виллисы
- 2005 — Сундук предков
- 2010 — Борцу не больно
- 2011 — Калачи
- 2012 — Пустой дом
- 2012 — Шахта
- 2016 — Молот

#### Телесериалы
- 2002 — Поздний ужин с…
- 2003 — Тайный знак (вторая часть)
- 2008 — Сеть
- 2013 — Жить дальше
- 2020 — Двое против смерти
- 2020 — Шерлок в России
- 2021 — Борец (расширенная версия фильма Молот) (4 серии в Казахстане и в России) [33]
- 2021 — Самка богомола
- 2021 — Алиби (Обладатель премии «Золотой орёл» за 2023 год в номинациях «Лучший ТВ-сериал» и «Лучший актёр в ТВ-сериале» — Евгений Стычкин).
- 2022 — Мажор 4
- 2022 — Порт
- 2022 — Переговорщик[34]
- 2023 — Фандорин. Азазель
- 2023 — Контакт 2
- 2023 — Калимба[35]
- 2024 — Атом

#### Короткометражки и документальные фильмы
- 1997 — На день старше (короткометражный)
- 1999 — Закрытый космос (короткометражный)
- 2001 — Санжыра (короткометражный)
- 2010 — Рождение Манаса как предчувствие (документальный)

### Сценарист
- 1997 — На день старше (короткометражный)
- 1999 — Закрытый космос (короткометражный)
- 2001 — Санжыра (короткометражный)
- 2005 — Сундук предков (художественный)

### Актёр
- 2002 — Поздний ужин с... — эпизод